# Mario Huber
Mario Huber (* 8. August 1996 in Innsbruck) ist ein österreichischer Eishockeyspieler, der seit 2017 für den EC Red Bull Salzburg in der multinationalen ICE Hockey League (ICE) spielt.

## Karriere
Mario Huber durchlief die Nachwuchsstationen des HC Innsbruck und spielte unter anderem in der Nationalliga und Erste Bank Young Stars League, wobei er sich zu einem der größten Nachwuchstalente im heimischen Eishockeysport entwickelte. Für Innsbrucks U20 kam er auf 122 Einsätze mit 73 Toren und 113 Assists, also 186 Scorerpunkten. 2012/13 wurde er erstmals in der Kampfmannschaft eingesetzt, ehe er 2013/14 und 2014/15 bereits 77-mal für die Haie in der Erste Bank Eishockey Liga (EBEL), dem Vorgänger der ICE, auflaufen durfte.
Im Sommer 2015 wurde Huber beim CHL Import Draft in der ersten Runde an insgesamt siebenter Stelle von den Victoriaville Tigres aus der Ligue de hockey junior majeur du Québec (QMJHL) ausgewählt. Er war bis dahin der erst dreizehnte Österreicher und bislang früheste österreichische Draft, dessen Rechte an ein nordamerikanisches Juniorenteam gingen. Zudem wurde Huber im Juli 2015 vom NHL-Club Canadiens de Montréal zu einem fünftigen Nachwuchscamp nach Brossard, Québec, eingeladen.
In der Saison 2015/16 erreichte er mit den Victoriaville Tigres die Playoffs und erzielte 21 Tore sowie 34 Assists. Er war dabei an einem der spektakulärsten Siege der Ligageschichte beteiligt, als die Tigres im Februar 2016 einen 0:4-Rückstand gegen die Québec Remparts im dritten Spieldrittel in einen 7:4-Sieg drehten und Huber dabei einen Treffer erzielte.
Aufgrund der persönlichen Bemühungen des Innsbrucker Cheftrainers Rob Pallin konnte Huber für die Saison 2016/17 zurück zu den Haien in die EBEL geholt werden, wo er sein erstes Tor bereits im zweiten Spiel der Saison gegen den Dornbirner EC erzielte. Für September wurde er zum EBEL-YoungStar des Monats gewählt. Bei der Wahl zum YoungStar der Saison erreichte er den zweiten Platz hinter David Kickert, Torhüter der Vienna Capitals.
Nachdem Huber mit Innsbruck das Playoff erreicht und im Viertelfinale gegen die Vienna Capitals ausgeschieden war, wurde er im März 2017 als Neuzugang beim EC Red Bull Salzburg vorgestellt.
In der Saison 2021/22 lief er als Assistant Captain auf und wurde mit Salzburg jeweils Österreichischer Meister und Gewinner der multinationalen ICE Hockey League. Beide Titelgewinne wiederholte er mit Salzburg 2023 und 2024.

### International
Huber gewann mit dem U18-Nationalteam die Bronzemedaille der WM 2013 (Division I Gruppe B) und die Silbermedaille der WM 2014 (Division I Gruppe B), wobei er sechs Tore und zwei Assists beitrug. Zudem spielte er bei den Olympischen Jugend-Winterspielen 2012.
Für das U20-Nationalteam spielte er bei den Weltmeisterschaften 2014, 2015, als er die beste Plus/Minus-Bilanz des Turniers erreichte, und 2016 (allesamt Division I Gruppe A), wobei 2016 die Silbermedaille erkämpft wurde. 2015 war Huber viertbester Scorer der Gruppe A und hatte zusammen mit seinem Landsmann Marco Richter auch die beste Plus/Minus-Bilanz.
Im Februar 2015 gab Huber während der Euro Ice Hockey Challenge sein Debüt für die Nationalmannschaft der Herren, nachdem er im Januar von Teamchef Dan Ratushny einberufen worden war. Er nahm an der Olympiaqualifikation für die Winterspiele in Peking 2022 und den Weltmeisterschaften 2023 und 2024 teil.

## Erfolge und Auszeichnungen
- 2015 Beste Plus/Minus-Bilanz bei der U20-Weltmeisterschaft der Division I, Gruppe A
- 2022 Österreichischer Meister mit dem EC Red Bull Salzburg
- 2023 Österreichischer Meister mit dem EC Red Bull Salzburg
- 2024 Österreichischer Meister mit dem EC Red Bull Salzburg

## Karrierestatistik
(Legende zur Spielerstatistik: Sp oder GP = absolvierte Spiele; T oder G = erzielte Tore; V oder A = erzielte Assists; Pkt oder Pts = erzielte Scorerpunkte; SM oder PIM = erhaltene Strafminuten; +/− = Plus/Minus-Bilanz; PP = erzielte Überzahltore; SH = erzielte Unterzahltore; GW = erzielte Siegtore; 1 Play-downs/Relegation; Kursiv: Statistik nicht vollständig)